# Denis Florence McCarthy
Denis Florence McCarthy (ur. 1817, zm. 1882) – irlandzki poeta, tłumacz i wydawca.

## Życiorys
Denis Florence McCarthy urodził się 26 maja 1817 w Dublinie. Debiutował wierszami satyrycznymi w The Dublin Satirist. Gdy w 1857 założono Irish Catholic University, został wykładowcą poezji. Był członkiem Royal Irish Academy. Zmarł w Dublinie 7 kwietnia 1882. 

## Twórczość
Denis Florence McCarthy był poetą oryginalnym, tłumaczem i edytorem. Wydał tomik Underglimpses, and Other Poems (1857). Oprócz tego opublikował zbiór Ballads, Poems and Lyrics (1850), zawierający utwory oryginalne i tłumaczone z włoskiego, francuskiego, hiszpańskiego i niemieckiego. Uznanie i sławę przyniosły mu tłumaczenia sztuk Pedra Calderóna de la Barca. Do najważniejszych dzieł poety należy poemat The Voyage of St. Brendan.